# El precio de la ambición
Rambling Rose (conocida como El precio de la ambición en España y Latinoamérica) es una película dramática estadounidense de 1991 protagonizada por Laura Dern y Robert Duvall en los papeles principales, con Lukas Haas, John Heard y Diane Ladd en papeles de reparto. Rambling Rose fue dirigida por Martha Coolidge y escrita por Calder Willingham (adaptada de su novela de 1972). El título español de la película, que no se corresponde en absoluto con el contenido de la película, responde a una confusión con la película Glengarry Glen Ross (también distribuida en algunos países como El precio de la ambición), producida poco después (1992) y distribuida en muchos países de manera casi simultánea, y a la que sí conviene tal título.
Laura Dern y Diane Ladd, hija y madre en la vida real, fueron nominadas a "mejor actriz protagónica" y "mejor actriz de reparto" respectivamente en los premios Oscar, convirtiéndose en el primer caso de nominación de madre e hija en una misma entrega de los reconocidos premios. Laura Dern, de 24 años en ese momento, fue una de las actrices más jóvenes en recibir una nominación a mejor actriz protagónica.

## Sinopsis
Una joven y desinhibida muchacha huérfana de 19 años llamada Rose (Laura Dern) es contratada por una familia de Georgia para realizar las tareas domésticas de su hogar. Buddy (Lukas Haas), de tan solo 13 años, se enamora perdidamente de Rose, lo que provoca un sinnúmero de problemas en su entorno familiar. 

## Reparto
- Laura Dern: Rose.
- Diane Ladd: la señora Hillyer.
- Robert Duvall: el señor Hillyer.
- Lukas Haas: Willcox "Buddy" Hillyer.
- Lisa Jakub: Frances "Dolly" Hillyer.
- Evan Lockwood: Warren "Waski" Hillyer.
- John Heard: Buddy Hillyer.
- Kevin Conway: el doctor Martinson.
- Robert John Burke: Dave Wilkie.